# Sergej Kotenko
Sergej Vladimirovič Kotenko (in russo Сергей Владимирович Котенко?; Alma-Ata, 2 dicembre 1956) è un ex pallanuotista sovietico, vincitore di una medaglia d'oro alle olimpiadi di Mosca 1980 e di una di bronzo alle olimpiadi di Seul 1988.